# Anne Herkes

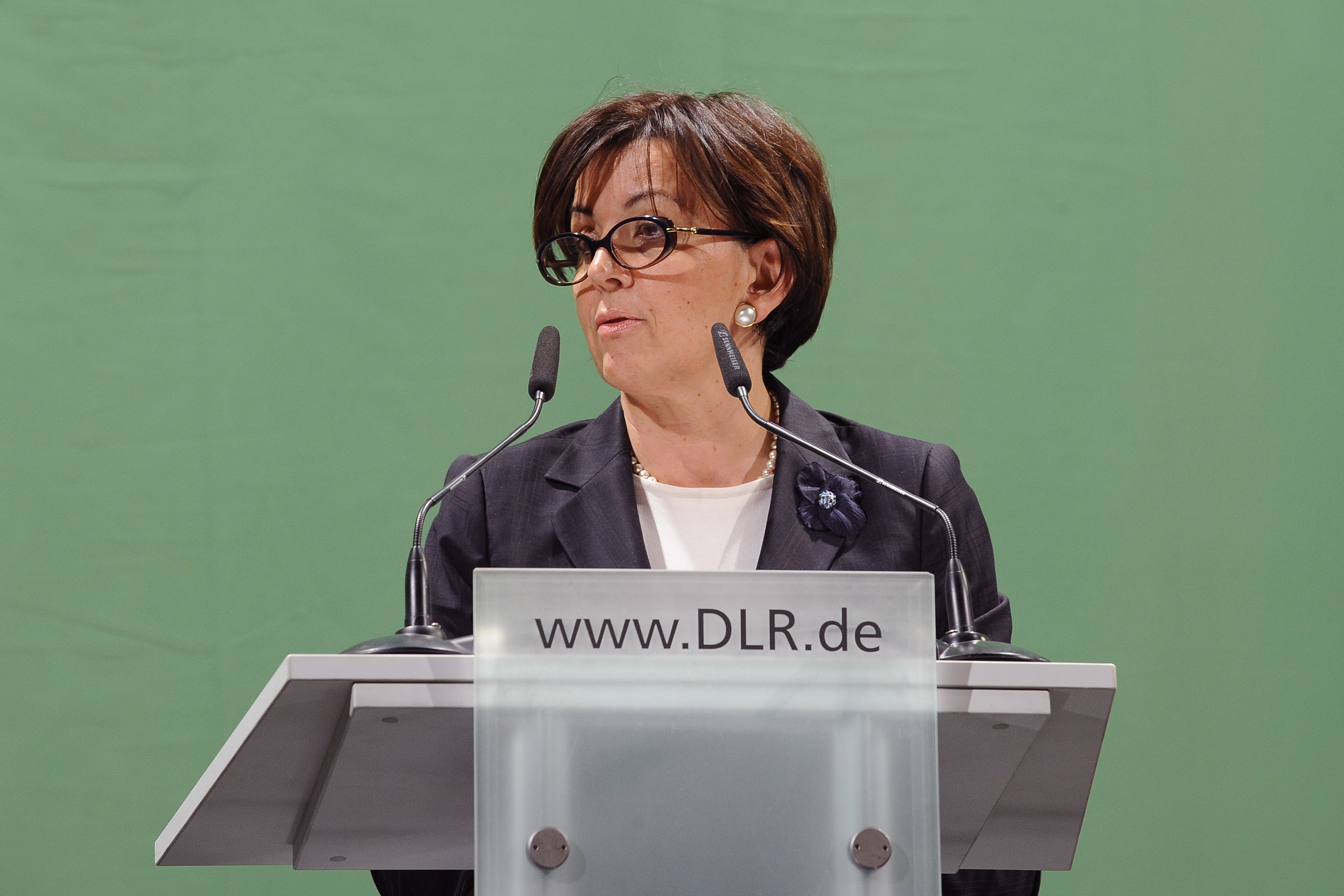
Anne Herkes bei einer DLR-Veranstaltung im Jahr 2012

Anne Ruth Herkes (* 1956 in Völklingen) ist eine ehemalige beamtete Staatssekretärin im Bundesministerium für Wirtschaft und Technologie und deutsche Diplomatin.

## Leben
Herkes studierte Romanistik und Politische Wissenschaften an der FU Berlin, am Institut d’études politiques de Paris und an der London School of Economics. Nach dem Ersten Staatsexamen an der Freien Universität Berlin absolvierte sie ein Graduiertenjahr an der Diplomatischen Akademie Wien. 1985 trat Herkes in den Auswärtigen Dienst ein.
Nach Abschluss der Diplomatenausbildung wurde Herkes persönliche Referentin der Staatsministerin beim Auswärtigen Amt. Weitere Verwendungen führten sie an die Deutsche Botschaft Washington (1988–92), die Botschaft in Tokio (1992–96) und nach Wien an die Ständige Vertretung Deutschlands bei der Organisation für Sicherheit und Zusammenarbeit in Europa (1996–1999). Von 1999 bis 2002 war Herkes stellvertretende Leiterin des Protokollreferats im Auswärtigen Amt. Anschließend leitete sie die Wirtschaftsabteilung an der Deutschen Botschaft in London.
2006 wechselte Herkes zum Mineralölkonzern BP am Konzernsitz London. Als Vice President Policy and Communications war sie zuständig für den Aufbau und das globale Management der Kommunikationsstrategie und das politische Lobbying in Europa, Nord- und Südamerika. Während ihrer Unternehmenstätigkeit nahm sie am International Senior Management Programme der Business School St. Gallen teil.
Von Juli 2010 bis Februar 2012 war Herkes Botschafterin in Katar. Ab dem 5. März 2012 war sie beamtete Staatssekretärin im Bundesministerium für Wirtschaft und Technologie. Dieses Amt verlor sie nach der Bildung der Regierung Merkel/Gabriel im Dezember 2013.
Von 2012 bis 2014 gehörte sie dem Aufsichtsrat der KfW IPEX Bank, Kreditanstalt für Wiederaufbau in Frankfurt, an. Seit 2014 ist sie Mitglied von Beiräten, u. a. von Asia House London sowie Mitglied im Vorstand zur Förderung der Lehre an der Diplomatischen Akademie Wien. Von 2014 bis Mitte 2025 fungierte sie als unabhängiges Aufsichtsratsmitglied bei der Quintet (Europe) Private Bank. Seit 2016 ist sie im Aufsichtsrat der Merck Finck Privatbankiers tätig. Seit 2020 ist sie im Verwaltungsrat des kanadischen Private-Equity-Unternehmens Brookfield Business Partners der kanadischen Brookfield Gruppe, zu der auch Brookfield Asset Management gehört. Seit 2024 ist Herkes Mitglied im Beirat von 1014 Inc. - Space for Ideas (New York City), eine von der Bundesrepublik Deutschland gegründete Not-For-Profit Organisation in New York, deren Aufgabe es ist, globale Themen aufzugreifen und mit transatlantischem Blick in verschiedenen Formaten zu beleuchten, die auch Kunst und Kultur umfassen.
Im Sommer 2025 wurde sie zur Vorsitzenden der Deutsch-Britischen Gesellschaft e.V. berufen.
Herkes ist verheiratet und hat zwei Kinder.

## Ehrungen
Herkes ist Ehrenmitglied der Deutschen Industrievereinigung in Großbritannien. Im Jahr 2000 wurde sie zum Officier de la Légion d’Honneur der Republik Frankreich ernannt.